# Kislóki-tó
A Kislóki-tó Kislóktól délre fekvő halásztó. A tó területe 5 hektár.

## Élővilága
A tóban ponty, amur, csuka, harcsa, keszeg és kárász halakat lehet horgászni. Az amurok, pontyok és csukák 15 kilogrammig is megtalálhatóak ebben a tóban, de általában 2-6 kilogramm közötti a tömegük.